# 12406 Zvíkov
12406 Zvíkov è un asteroide della fascia principale. Scoperto nel 1995, presenta un'orbita caratterizzata da un semiasse maggiore pari a 2,3266485 UA e da un'eccentricità di 0,1487551, inclinata di 2,69532° rispetto all'eclittica.